# Demydivský rajón
Demydivský rajón (ukrajinsky Демидівський район) byl rajón ve Rovenské oblasti na Ukrajině. Hlavním městem byla Demydivka a rajón měl přibližně 15 tisíc obyvatel. 

## Sídla v rajónu
- Demydivka